# Старик-гора

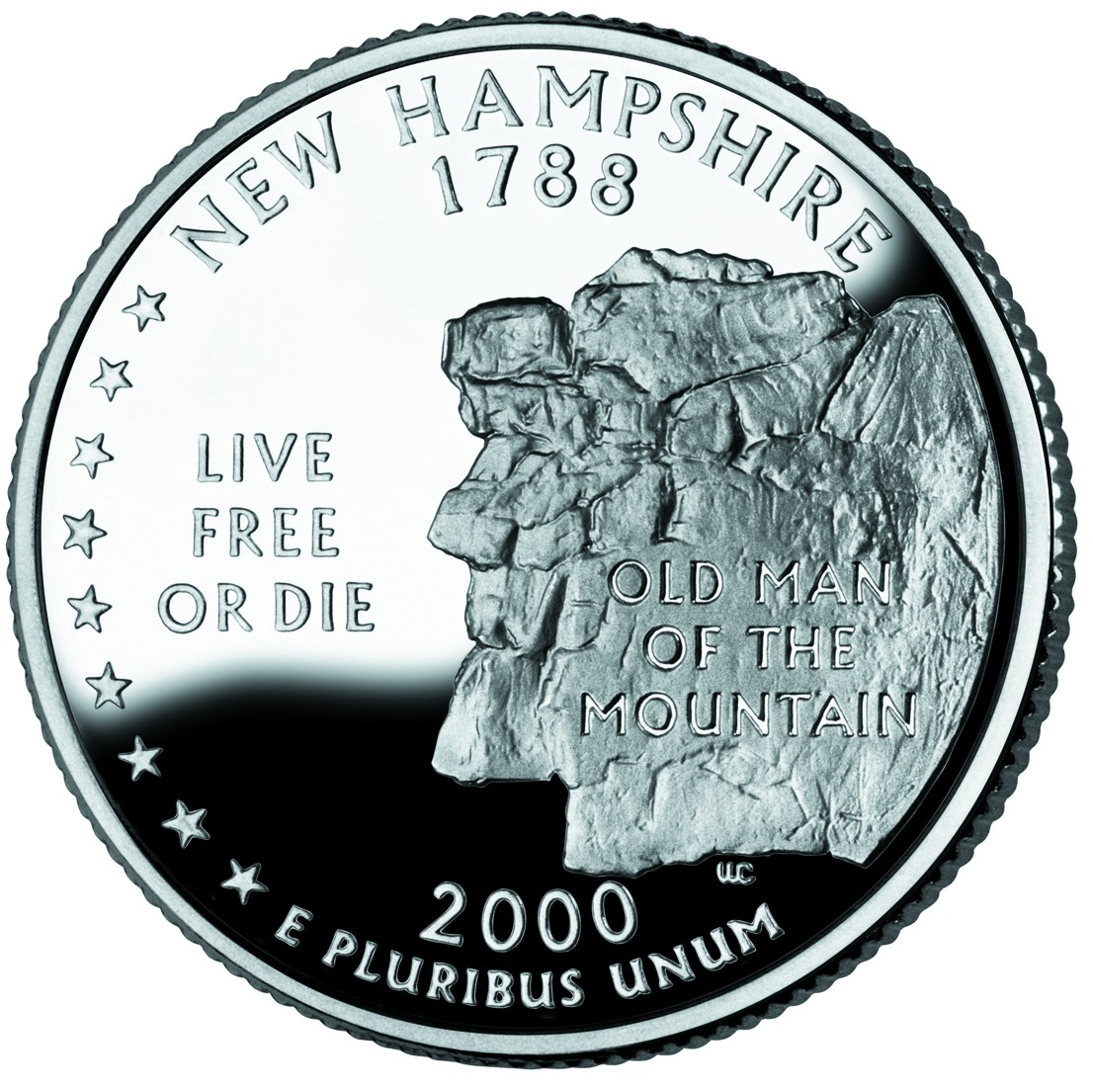
Реверс 25-центовой монеты, показывающий Старик-гору

Старик-гора (англ. Old Man of the Mountain) — утёс, соединение 5 гранитовых выступов на горе Каннон в штате Нью-Гэмпшир, США, который при определённом угле зрения ассоциировался с морщинистым лицом. Скалистое образование было на высоте 370 метров над уровнем озера Профайл с габаритами 12 метров в высоту и 7,6 метров в ширину.
Первое документальное упоминание Старик-горы было в 1805 году. Утёс обрушился 3 мая 2003 года.

## Обвал
Несмотря на многочисленные попытки сохранить утёс тросами и креплениями, Старик-гора обрушилась 3 мая 2003 года между полуночью и 2 часами ночи. Многовековое влияние ветра, снега, дождей и циклы замораживания и оттаивания сделали своё дело. Горечь от утраты достопримечательности доходила до того, что люди оставляли цветы у подножья склона. Было выдвинуто предложение увековечить Старик-гору на флаге Нью-Гэмпшира, также предлагалось создать пластиковую копию на месте обрушившегося утёса. Эти идеи, однако, не нашли официальной поддержки. На годовщину обвала у подножья были установлены визиры, глядя в которые можно увидеть, как выглядела Старик-гора до обвала.
7 февраля 2007 года было объявлено о создании мемориала, состоящем из 5 огромных камней, которые повторяют форму Старик-горы при определённом угле зрения.

## Интересные факты
- В эпизоде «Fraudcast News» 15 сезона сериала «Симпсоны», который вышел 23 мая 2004 года показывается «Хрыч-гора» (англ. Geeze Rock), прототипом которой стала Старик-гора. «Хрыч-гора», так же как и Старик-гора, обваливается.